# Thliptoceras
Thliptoceras is een geslacht van vlinders uit de familie van de grasmotten (Crambidae). De wetenschappelijke naam van het geslacht is voor het eerst geldig gepubliceerd in 1890 door William Warren.
De typesoort van het geslacht is Thliptoceras variabilis Warren, 1890

## Synoniemen
- Mimocomma Warren, 1895. 
  - Typesoort: Mimocomma fulvimargo Warren, 1895
- Polychorista Warren, 1896
  - Typesoort: Thliptoceras calvatalis Swinhoe, 1890
- Parudea Swinhoe, 1900
  - Typesoort: Parudea fimbriata Swinhoe, 1900

## Soorten
- T. althealis Walker, 1859
- T. amamiale Munroe & Mutuura, 1968
- T. androstigmata Hampson, 1918
- T. anthropophilum Bänziger, 1987
- T. artatalis (Caradja, 1925)
- T. bicuspidatum Zhang, 2014
- T. bisulciforme Zhang, 2014
- T. buettikeri Munroe, 1967
- T. caradjai Munroe & Mutuura, 1968
- T. cascalis Swinhoe, 1890
- T. coenostolalis Hampson, 1899
- T. decoloralis Warren, 1896
- T. distictalis Hampson, 1899
- T. elegans Guillermet, 1996
- T. epicrocalis Swinhoe, 1890
- T. fenestratum Aurivillius, 1910
- T. filamentosum Zhang, 2014
- T. fimbriata Swinhoe, 1900
- T. formosanum Munroe & Mutuura, 1968
- T. fulvale de Joannis, 1932
- T. fulvimargo (Warren, 1895)
- T. fuscocilialis Snellen, 1895
- T. gladialis (Leech, 1889)
- T. impube Zhang, 2014
- T. lacriphagum Bänziger, 1987
- T. longicornalis Mabille, 1900
- T. neotropicalis Schaus, 1912

- T. polygrammodes Hampson, 1899
- T. semicirculare Zhang, 2014
- T. shafferi Bänziger, 1987
- T. sinense (Caradja, 1925)
- T. sinensis Caradja, 1925
- T. stygiale Hampson, 1896
- T. triplagalis Warren, 1896
- T. umoremsugente Bänziger, 1987
- T. variabilis 1890
- T. xanthocraspia Hampson, 1913
- T. xanthomeralis Hampson, 1918
- T. xanthoperalis Hampson, 1918